# Speaking in Tongues
Speaking in Tongues — п'ятий студійний альбом американського рок-гурту Talking Heads, випущений 1 червня 1983 року лейблом Sire Records. Після розриву з продюсером Браяном Іно та короткої перерви, яка дозволила окремим учасникам гурту займатися сайд-проєктами, запис альбому розпочався у 1982 році. Він став комерційним проривом гурту і створив єдиний хіт гурту «Burning Down the House», що потрапив до першої десятки американського хіт-параду, який посів 9 місце в чарті Billboard.
Турне альбому було задокументовано у фільмі 1984 року режисера Джонатана Деммі Stop Making Sense, який породив однойменний концертний альбом. Альбом також потрапив до танцювальних чартів, де протягом шести тижнів тримався на другій сходинці. Це найвищий альбом гурту в американському хіт-параді Billboard 200, який посів 15-те місце. Це також був їхній найпродаваніший альбом у Канаді, де він став платиновим у 1983 році.

## Оформлення
Фронтмен Talking Heads Девід Бірн створив обкладинку для загального видання альбому. Художник Роберт Раушенберг отримав премію Ґреммі за роботу над лімітованою версією LP, яка включала в себе прозорий вініловий диск в прозорій пластиковій упаковці разом з трьома прозорими пластиковими дисками, надрукованими зі схожими колажами в трьох різних кольорах.
Як часткове пояснення назви альбому Бірн розповідав: «Спочатку я співав нісенітниці, і … складав слова, щоб вони відповідали цьому. Вийшло непогано».

## Реліз
Оригінальні касетні та пізніші CD-копії альбому містять «розширені версії» пісень «Making Flippy Floppy», «Girlfriend Is Better», «Slippery People», «I Get Wild/Wild Gravity» та «Moon Rocks». Альбом було перевидано у лютому 2006 року у вигляді ремастированого DualDisc. Він містить розширені версії пісень, які були на оригінальній касеті, і включає два додаткових треки («Two Note Swivel» і альтернативний мікс «Burning Down the House»). DVD-A містить стерео і 5.1-канальний об'ємний звук високої роздільної здатності (96 кГц/24 біт), а також версію альбому у форматі Dolby Digital 5.1, нову альтернативну версію «Burning Down the House» і відеокліпи на «Burning Down the House» і «This Must Be the Place» (відео тільки двоканальне у форматі Dolby Digital). В Європі він був випущений у вигляді дводискового набору CD+DVDA, а не одного DualDisc. Перевидання було спродюсоване Енді Заксом у співпраці з Talking Heads.
У 2021 році лейбл Rhino Entertainment перевидав альбом на вінілі небесно-блакитного кольору.

## Відгуки критиків
Девід Фріке з Rolling Stone високо оцінив кросоверну природу альбому, назвавши його «альбомом, який нарешті стирає тонку межу, що розділяє мистецьку білу поп-музику та глибокий чорний фанк». Він уточнив, що всі пісні є справжнім артроком, але уникають загальних претензій жанру завдяки невимушеному відношенню і переконливим танцювальним ритмам, що робить його ідеальним альбомом для вечірок. Для The Village Voice критик Роберт Крістгау описав альбом як «химерно комфортний», вважаючи, що без Браяна Іно ритми гурту звучать менш загрозливо, але й менш змістовно. Він додав, що «розрізнена непрозорість текстів не може приховати розгубленість Бірна щодо того, що все це означає», але похвалив другу сторону платівки.
У ретроспективному огляді для AllMusic Вільям Рульманн писав, що на цьому альбомі гурт «відкрив щільні текстури музики, яку вони розробили з Браяном Іно», і що вони були «винагороджені своїм найпопулярнішим альбомом». Він відчув, що додаткові музиканти зробили звучання «більш просторим, і в музиці з'явилися аспекти госпелу», особливо в піснях «Slippery People» і «Swamp». Він відзначив «імпресіоністичну, нелінійну лірику Бірна» і похвалив повернення його «чарівної дурнуватості», назвавши музику «надзвичайно легкою і пружною».
У своїй книзі про фанк-музику Рікі Вінсент описує «Speaking in Tongues» як «глибокий фанк, замаскований під сучасний рок».

## Вплив
У 1989 році Speaking in Tongues посів 54 місце у списку 100 найкращих альбомів 1980-х за версією журналу Rolling Stone. У 2012 році журнал Slant Magazine назвав його 89-м найкращим альбомом 1980-х.
Пізніше «Burning Down the House» став кавером валлійського співака Тома Джонса, виконаного з гуртом The Cardigans у його альбомі Reload, який посів 7 місце в британському хіт-параді. Її також переспівували скримо-гурт The Used, поппанк-гурт Paramore, поп-рок гурт Walk the Moon, блюзова співачка Бонні Рейтт та R&B-співак Джон Ледженд. Пісня також звучала у фільмах Revenge of the Nerds, Німфоманка, Із 13 в 30, The Banger Sisters та серіалі Ходячі мерці.
«This Must Be the Place (Naive Melody)» переспівували такі виконавці, як фолк-музиканти The Lumineers та Iron & Wine, а також інді-рок гурт Arcade Fire. Пісня також звучала у фільмах Волл-стріт та його сиквелі Волл-стріт: гроші не сплять, Це безглузде кохання, He's Just Not That Into You, Ларс і справжня дівчина, а також у серіалах Усюди жевріють пожежі та Агенти Щ.И.Т..
«Swamp» з'являється у фільмах Ризикований бізнес, Король комедії та Сімпсони, епізод 3 Scenes Plus a Tag from a Marriage. «Girlfriend Is Better» з'явилася в одному з епізодів серіалу Антураж. «Slippery People» звучить у фільмі Баррі Сіл: Король контрабанди та серіалі Американці.
У 2022 році пісня «Burning Down the House» була використана як семпл у пісні «Keep It Burning» з альбому Donda 2 Каньє Веста, у виконанні репера Future. Пісня була вилучена з альбому через день і вийшла пізніше того ж року на альбомі Future I Never Liked You під тією ж назвою, але без семплу.

## Трек-лист

### Рання LP та CD-версія
Автор музики і слів Девід Бірн, Кріс Франц, Джеррі Гаррісон і Тіна Веймут. 
| Сторона 1 | Сторона 1                 | Сторона 1  |
| #         | Назва                     | Тривалість |
| --------- | ------------------------- | ---------- |
| 1.        | «Burning Down the House»  | 4:01       |
| 2.        | «Making Flippy Floppy»    | 4:34       |
| 3.        | «Girlfriend Is Better»    | 4:22       |
| 4.        | «Slippery People»         | 3:31       |
| 5.        | «I Get Wild/Wild Gravity» | 4:07       |
| 20:35     |                           |            |

| Сторона 2     | Сторона 2                               | Сторона 2  |
| #             | Назва                                   | Тривалість |
| ------------- | --------------------------------------- | ---------- |
| 6.            | «Swamp»                                 | 5:12       |
| 7.            | «Moon Rocks»                            | 5:03       |
| 8.            | «Pull Up the Roots»                     | 5:08       |
| 9.            | «This Must Be the Place (Naive Melody)» | 4:53       |
| 20:16 (40:51) |                                         |            |

### Касета та пізня CD-версія
| Сторона 1 | Сторона 1                                    | Сторона 1  |
| #         | Назва                                        | Тривалість |
| --------- | -------------------------------------------- | ---------- |
| 1.        | «Burning Down the House»                     | 4:01       |
| 2.        | «Making Flippy Floppy» (extended version)    | 5:54       |
| 3.        | «Girlfriend is Better» (extended version)    | 5:44       |
| 4.        | «Slippery People» (extended version)         | 5:05       |
| 5.        | «I Get Wild/Wild Gravity» (extended version) | 5:15       |
| 25:59     |                                              |            |

| Сторона 2     | Сторона 2                               | Сторона 2  |
| #             | Назва                                   | Тривалість |
| ------------- | --------------------------------------- | ---------- |
| 1.            | «Swamp»                                 | 5:12       |
| 2.            | «Moon Rocks» (extended version)         | 5:44       |
| 3.            | «Pull Up the Roots»                     | 5:08       |
| 4.            | «This Must Be the Place (Naive Melody)» | 4:53       |
| 20:57 (46:56) |                                         |            |

### Бонус-треки перевидання 2006 DualDisc
| #     | Назва                                        | Тривалість |
| ----- | -------------------------------------------- | ---------- |
| 10.   | «Two Note Swivel» (unfinished outtake)       | 5:51       |
| 11.   | «Burning Down the House» (alternate version) | 5:09       |
| 57:56 |                                              |            |

## Персоналії
Talking Heads
- Девід Бірн — вокал, гітари, клавішні, синтезатори, бас-гітара, перкусія
- Джеррі Гаррісон — клавішні, синтезатори, гітари, бек-вокал
- Тіна Веймут — бас-гітара, бек-вокал, синтезатор, гітара
- Кріс Франц — барабани, бек-вокал, синтезатор

Додаткові музканти
- Воллі Бадару — синтезатори (1, 6, 9)
- Берні Воррелл — синтезатори (3)
- Алекс Вейр — гітара (2, 6, 7, 8)
- Стів Скейлз — перкусія (1, 7)
- Рафаель Дехесус — перкусія (4, 5, 8)
- Девід ван Тігем — перкусія (5, 9)
- Л. Шанкар — подвійна скрипка (2)
- Річард Лендрі — саксофон (4)
- Нона Хендрікс — бек-вокал (4)
- Долетт Макдональд — бек-вокал (4)

Технічний персонал
- Talking Heads — продюсування
- Бутч Джонс — запис
- Джон Конвертіно — асистент звукозапису
- Алекс Садкін — накладання, зведення
- Френк Гібсон — асистент накладання, асистент зведення
- Джей Марк — асистент накладання, асистент зведення
- Тед Дженсен — мастеринг у Sterling Sound (Нью-Йорк)
- Браян К'ю — бонусні мікси 2006 року на подвійному диску
- Роберт Раушенберг — лімітоване видання обкладинки
- Девід Бірн — оригінальний дизайн обкладинки

## Чарти
| Чарт (1983—1984)                                     | Пікова позиція |
| ---------------------------------------------------- | -------------- |
| Australian Albums (Kent Music Report)                | 15             |
| Австрія Austrian Albums (Ö3 Austria)                 | 20             |
| Канада Canada Top Albums/CDs (RPM)                   | 7              |
| Нідерланди Dutch Albums (MegaCharts)                 | 14             |
| Finnish Albums (Suomen virallinen lista)             | 27             |
| Німеччина German Albums (Offizielle Top 100)         | 10             |
| Icelandic Albums (Tónlist)                           | 6              |
| Нова Зеландія New Zealand Albums (Recorded Music NZ) | 3              |
| Норвегія Norwegian Albums (VG-lista)                 | 11             |
| Швеція Swedish Albums (Sverigetopplistan)            | 12             |
| Велика Британія UK Albums (OCC)                      | 21             |
| США Billboard 200                                    | 15             |
| US Rock Albums (Billboard)                           | 11             |
| US Top Black Albums (Billboard)                      | 55             |

| Чарт (1983)                 | Позиція |
| --------------------------- | ------- |
| Canada Top Albums/CDs (RPM) | 15      |
| New Zealand Albums (RMNZ)   | 14      |
| US Billboard 200            | 82      |

| Чарт (1984)               | Позиція |
| ------------------------- | ------- |
| New Zealand Albums (RMNZ) | 10      |
| US Billboard 200          | 99      |

## Сертифікації
| Регіон | Сертифікація | Продажі    |
| --- | ------------ | ---------- |
| Канада (Music Canada)                                                                                            | Платиновий   | 100 000^   |
| Нова Зеландія (RIANZ)                                                                                            | Платиновий   | 15 000^    |
| Велика Британія (BPI)                                                                                            | Срібний      | 60 000     |
| США (RIAA) | Платиновий   | 1 000 000^ |
| ^відвантаження, що базуються лише на сертифікаціях · продажі+прослуховування, що базуються лише на сертифікаціях |              |            |